# Asociación de Deportistas Olímpicos de Chile
La Asociación de Deportistas Olímpicos de Chile (ADO Chile o Team Chile) es un programa de fomento a los deportistas chilenos desarrollado por el Gobierno de Chile, el Comité Olímpico de Chile (COCh), Instituto Nacional de Deportes de Chile (IND) y una serie de empresas privadas participantes con el fin de obtener mejores resultados en los Juegos Olímpicos, Juegos Panamericanos, Juegos Suramericanos y Juegos Bolivarianos. 
La idea nació en España, donde se obtuvieron grandiosos resultados, pues hasta Seúl 1988, el país había obtenido 26 medallas, pero desde 1989, luego de que se implantase el programa, se han logrado 122 medallas en solo siete ocasiones olímpicas. Se estableció oficialmente en Chile el 3 de febrero de 2006.
La entidad está conformada por una asamblea de socios, la que forma un directorio con un delegado del COCh, uno del IND y los representantes de las empresas privadas en competencia.
La corporación recibe aportes del Estado a través del Instituto Nacional de Deportes de Chile y de empresas privadas como Televisión Nacional de Chile (TVN), TNT Sports Chile, PF Alimentos, Clínica Universidad de los Andes y Sparta. El uniforme oficial es de marca New Balance.